# نگار رفیع‌بیگلی
نگار رفیع‌بیگلی (به ترکی آذربایجانی: Nigar Xudadat qızı Rəfibəyli) فرزند خداداد رفیع‌بیگلی (۲۳ ژوئن ۱۹۱۳، گنجه - ۹ ژوئیه ۱۹۸۱، باکو) از نویسندگان و شاعران ملی معاصر آذربایجانی به‌شمار می‌رود.

## زندگی
نگار رفیع‌بیگلی به سال ۱۹۱۳ میلادی در خانواده‌ای پزشک از اهالی گنجه به دنیا آمد. برای طی دوران تحصیل عازم مسکو شد و ۱۷ سالگی شروع به نوشتن شعر کرد که برخی از اشعار وی به زبان روسی ترجمه و نشر شد. وی دوران زندگی مشترک را با رسول رضا از شاعران و نوسیندگان نامی و ملی جمهوری آذربایجان شروع کرد.
نگار رفیع‌بیگلی در ادبیات شاخه شعر، نویسندگی و نمایش‌نامه‌نویسی فعال بود. نمایش‌نامه دده قورقود و تاریخ آذربایجان را در صحنه تئاتر و سینما به اجرا درآورد. وی به دلیل علاقه به مسائل آزادی از سال ۱۹۳۴ اولین کتاب اشعار خود را با عنوان «شعرلر» منتشر کرد. به دنبال جنگ جهانی دوم، در کتابی با عنوان «ظفر نغمه‌سی» فداکاری و ازخودگذشتگی زنان آذربایجانی را به نظم کشید. وی در کتابی به نام «آوروپا سیاحت دفتریندن» تمامی مشاهدات خود از قاره اروپا را ثبت کرده‌بود. علاوه بر ادبیات کلاسیک و معاصر به زبان ترکی آذربایجانی، در زبان روسی نیز خبره بود و آثاری به این نیز به مرحله انتشار رسانید. ترجمه آثار رباعیات خیام، حکیم نظامی، شیلر، چخوف، پوشکین و میخائیل لرمونتوف به زبان ترکی آذربایجانی نیز از دیگر آثار ادبی وی می‌باشد
نگار رفیع‌بیگلی سرانجام ۹ ژوئیه سال ۱۹۸۱ درگذشت، امروزه یکی از خیابان‌های باکو به نام وی نامگذاری شده‌است.

## تقدیر
از طرف رئیس‌جمهور جمهوری آذربایجان، الهام علی‌اف ۴ مارس ۲۰۱۳ به خاطر خدمات ارزنده نگار رفیع‌بیگلی در توسعه ادبیات آذربایجان با عنوان جشن صدسالگی وی تقدیر شد.

## آثار
برخی از آثار مشهور نگار رفیع‌بیگلی:
- «شعرلر»
- «ظفر نغمه‌سی»
- «مآغاج کؤلگه‌سینده»
- «آکتریسا»
- «فضولی‌گئجه صحبتی»
- «آغ گؤیه‌رچین»
- «آنالارین سسی»
- «آزادلیق بایراقی»
- «هلندانین چیچکلری»
- «گنج نسلین کومونیزم روحوندا تربیه‌سی»
- «دوشرگه‌لر نغمه‌سی»
- «گونشین جوابی»
- «حیات سسی»